# Dallara F2 2024
Dallara F2 2024 — гоночный автомобиль с открытыми колёсами, разработанный итальянским производителем Dallara для использования в Формуле-2, подготовительной серии для Формулы-1. F2 2024 — третий автомобиль, используемый в Формуле-2, и был представлен в сезоне 2024 года в качестве замены Dallara F2 2018. Поскольку Формула-2 — это моносерия, на машине F2 2024 выступают все команды и гонщики.
F2 2024 был представлен производителем Dallara перед Гран-при Италии 2023 года в Монце, после чего бывшая гонщица Формулы-2 Татьяна Кальдерон протестировала машину на автодроме Риккардо Палетти в Варано. Автомобиль спроектирован так, чтобы больше походить на текущее поколение автомобилей Формулы-1, и, по словам Dallara, шасси предназначено для использования по сезон 2029 года.